# Hilke Rönnfeldt

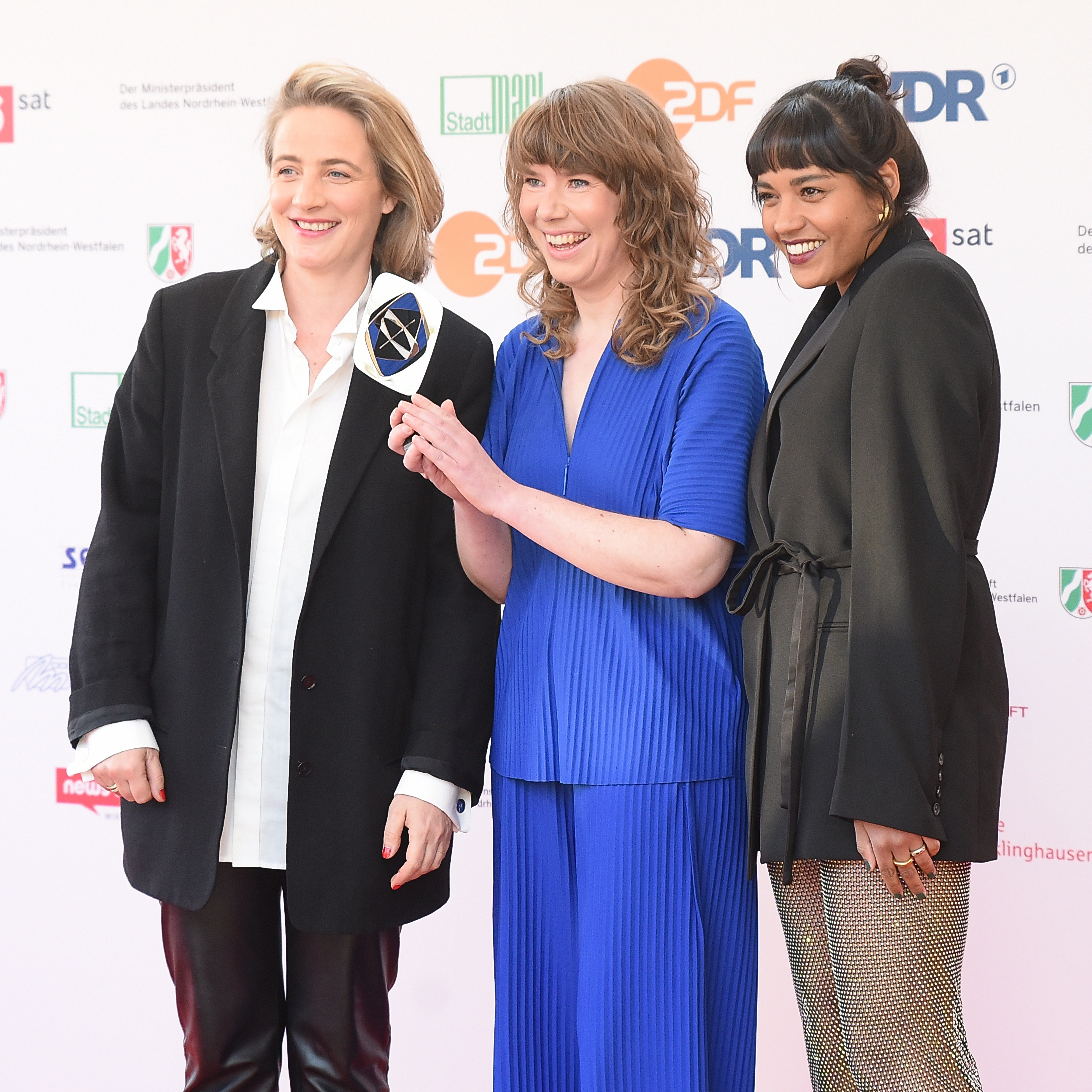
Hilke Rönnfeldt (mi.) mit Jenny Lou Ziegel und Salka Weber bei der Verleihung des Grimme-Preises 2025

Hilke Rönnfeldt (geboren in Ostholstein) ist eine deutsche Filmemacherin mit dänisch-isländischen Wurzeln. Ihre Kurzfilme wurden auf internationalen Filmfestivals gezeigt.

## Werdegang
Rönnfeldt schloss 2019 ihr Drehbuchstudium an der Alma Löv Akademie in Schweden ab und ist als Regisseurin Teil des unabhängigen Filmkollektivs Super16 in Kopenhagen. Sie ist Alumna der Screen Talent Europe Initiative sowie der Jungen Drehbuchinitiative der Filmförderung Hamburg Schleswig-Holstein.
Ihr Kurzfilm Schweigen der Fische (2019) über eine Mutter-Tochter-Beziehung lief 2020 im Wettbewerb beim Filmfestival Max Ophüls Preis sowie 2021 beim Filmfest Dresden. 2022 erhielt sie mit Zaun erneut eine Einladung in den Kurzfilm-Wettbewerb des Filmfestival Max Ophüls Preis 2022. 
Im Experimentalfilmwettbewerb des Filmfestivals von Locarno 2023 wurde Rönnfeldts in dänisch-deutscher Gemeinschaftsproduktion realisiertes 15-minütiges Drama En Undersøgelse af Empati (Eine Untersuchung der Empathie) als bester Kurzfilm ausgezeichnet.
Rönnfeldt arbeitet an ihrem Langfilm-Debüt.

## Kurzfilme
- 2016: Swim
- 2019: Schweigen der Fische (Silence of the Fish)
- 2021: Zaun (Fence / Hegn)
- 2023: En Undersøgelse af Empati